# Robert Davidson (játékvezető)
Robert Davidson (Airdrie, 1928. július 19. – 1993. december 17.) skót nemzetközi labdarúgó-játékvezető.

## Pályafutása

### Nemzeti játékvezetés
A küldési gyakorlat szerint rendszeres partbírói tevékenységet is végzett. Az I. Liga játékvezetőjeként 1976-ban vonult vissza.

### Nemzetközi játékvezetés
A Skót labdarúgó-szövetség Játékvezető Bizottsága (JB) terjesztette fel nemzetközi játékvezetőnek, a Nemzetközi Labdarúgó-szövetség (FIFA) 1955-től tartotta nyilván bírói keretében. A FIFA JB központi nyelvei közül a angolt és a németet beszélte. Több nemzetek közötti válogatott és klubmérkőzést vezetett vagy partbíróként tevékenykedett. A skót nemzetközi játékvezetők rangsorában, a világbajnokság-Európa-bajnokság sorrendjében többedmagával a 2. helyet foglalja el 12 találkozó szolgálatával. Az aktív nemzetközi játékvezetéstől 1976-ban búcsúzott.

#### Labdarúgó-világbajnokság
Négy világbajnoki döntőhöz vezető úton Svédországba a VI., az 1958-as labdarúgó-világbajnokságra, Chilébe a VII., az 1962-es labdarúgó-világbajnokságra, nyolc évvel később (!) Mexikóba a IX., az 1970-es labdarúgó-világbajnokságra, valamint Nyugat-Németországba a X., az 1974-es labdarúgó-világbajnokságra a FIFA JB játékvezetőként foglalkoztatta. 1962-ben kettő csoportmérkőzésen egyes számú beosztást kapott, játékvezetői sérülés esetén továbbvezethette volna a találkozót. A Brazília-Csehszlovákia (3:1) döntőben Nyikolaj Gavrilovics Latisev 2. számú partbírója volt. A FIFA vezetőjének, az angol Stanley Rous egyéni véleménye szerint az egyik legnagyobb csalódás volt a szakmai munkája. Stanley Rous nem tudta elérni, hogy döntőt vezethessen. A tornán az egyik legbátrabban alkalmazta a játékszabályokat, nem riadt vissza a kiállítástól sem. Megjelenésével kiérdemelte a legelegánsabb játékvezető címet. 1970-benaz egyik csoportmérkőzésen, valamint  az egyik negyeddöntőben szolgált partbíróként. 1974-ben az előzetes, "öltözői" elvárások szerint esélyes volt a döntő mérkőzés vezetésére. Kettő csoportmérkőzésen, valamint a második kör egyik találkozóján tevékenykedett, ahol első számú partbírói beosztással rendelkezett. Világbajnokságokon vezetett mérkőzéseinek száma: 4 + 8 (partbíró).

##### 1958-as labdarúgó-világbajnokság

###### Selejtező mérkőzés
| Időpont             | Helyszín                            | Mérkőzés típusa           | Mérkőzés             | Eredmény | Nézők száma |
| ------------------- | ----------------------------------- | ------------------------- | -------------------- | -------- | ----------- |
| 1957. szeptember 1. | Laugardalsvöllur Stadion, Reykjavík | előselejtező (2. csoport) | Izland–Franciaország | 1 : 5    | 9 000       |
| 1957. szeptember 4. | Laugardalsvöllur Stadion, Reykjavík | előselejtező (2. csoport) | Izland–Belgium       | 2 : 5    | 15 000      |

##### 1962-es labdarúgó-világbajnokság

###### Világbajnoki mérkőzés
| Időpont         | Helyszín                           | Mérkőzés típusa              | Mérkőzés         | Eredmény | Nézők száma |
| --------------- | ---------------------------------- | ---------------------------- | ---------------- | -------- | ----------- |
| 1962. május 31. | Nemzeti Stadion, Santiago de Chile | csoportmérkőzés (2. csoport) | NSZK–Olaszország | 0 : 0    | 65 000      |
| 1962. június 6. | Nemzeti Stadion, Santiago de Chile | csoportmérkőzés (2. csoport) | NSZK–Chile       | 2 : 0    | 67 000      |

##### 1970-es labdarúgó-világbajnokság

###### Világbajnoki mérkőzés
| Időpont         | Helyszín                   | Mérkőzés típusa              | Mérkőzés       | Eredmény | Nézők száma |
| --------------- | -------------------------- | ---------------------------- | -------------- | -------- | ----------- |
| 1970. június 2. | Cuauhtemoc Stadion, Puebla | csoportmérkőzés (2. csoport) | Uruguay–Izrael | 2 : 0    | 20 000      |

##### 1974-es labdarúgó-világbajnokság

###### Selejtező mérkőzés
| Időpont            | Helyszín               | Mérkőzés típusa           | Mérkőzés          | Eredmény | Nézők száma |
| ------------------ | ---------------------- | ------------------------- | ----------------- | -------- | ----------- |
| 1973. november 18. | Atatürk Stadion, İzmir | előselejtező (2. csoport) | Törökország–Svájc | 2 : 0    | 67 126      |

###### Világbajnoki mérkőzés
| Időpont          | Helyszín                    | Mérkőzés típusa          | Mérkőzés            | Eredmény | Nézők száma |
| ---------------- | --------------------------- | ------------------------ | ------------------- | -------- | ----------- |
| 1974. Június 26. | Park Stadion, Gelsenkirchen | második kör (A. csoport) | Hollandia–Argentína | 0 : 3    | 55 000      |

#### Labdarúgó-Európa-bajnokság
Három az európai-labdarúgó torna döntőjéhez vezető úton Olaszországba a III., az 1968-as labdarúgó-Európa-bajnokságra, Belgiumba a IV., az 1972-es labdarúgó-Európa-bajnokságra, valamint Jugoszláviába az V., az 1976-os labdarúgó-Európa-bajnokságra az UEFA JB játékvezetőként foglalkoztatta.

##### 1968-as labdarúgó-Európa-bajnokság

###### Európa-bajnoki mérkőzés
| Időpont           | Helyszín                        | Mérkőzés típusa              | Mérkőzés             | Eredmény | Nézők száma |
| ----------------- | ------------------------------- | ---------------------------- | -------------------- | -------- | ----------- |
| 1968. február 28. | The Racecourse Stadion, Wrexham | csoportmérkőzés (8. csoport) | Wales–Észak-Írország | 2 : 0    | 17 548      |

##### 1972-es labdarúgó-Európa-bajnokság

###### Selejtező mérkőzés
| Időpont              | Helyszín                     | Mérkőzés típusa      | Mérkőzés              | Eredmény | Nézők száma |
| -------------------- | ---------------------------- | -------------------- | --------------------- | -------- | ----------- |
| 1971. szeptember 25. | Népstadion Stadion, Budapest | nyolcaddöntőbe jutás | Magyarország–Bulgária | 2 : 0    | 67 740      |

##### 1976-os labdarúgó-Európa-bajnokság

###### Selejtező mérkőzés
| Időpont            | Helyszín                         | Mérkőzés típusa           | Mérkőzés                | Eredmény | Nézők száma |
| ------------------ | -------------------------------- | ------------------------- | ----------------------- | -------- | ----------- |
| 1975. április 2.   | Központi Stadion, Kijev          | előselejtező (6. csoport) | Szovjetunió–Törökország | 3 : 0    | 74 223      |
| 1975. november 15. | Parc des Princes Stadion, Párizs | előselejtező (7. csoport) | Franciaország–Belgium   | 0 : 0    | 35 547      |

#### Brit Bajnokság
1882-ben az Egyesült Királyság brit tagállamainak négy szövetség úgy döntött, hogy létrehoznak egy évente megrendezésre kerülő bajnokságot egymás között. Az utolsó bajnoki idényt 1983-ban tartották meg.
| Időpont            | Helyszín                      | Mérkőzés típusa | Mérkőzés              | Eredmény |
| ------------------ | ----------------------------- | --------------- | --------------------- | -------- |
| 1958. október 4.   | Windsor Park Stadion, Belfast | csoportmérkőzés | Észak-Írország–Anglia | 3 : 3    |
| 1960. november 23. | Wembley Stadion, London       | csoportmérkőzés | Anglia–Wales          | 5 : 1    |
| 1966. október 22.  | Windsor Park Stadion, Belfast | csoportmérkőzés | Észak-Írország–Anglia | 0 : 2    |
| 1974. május 15.    | Wembley Stadion, London       | csoportmérkőzés | Anglia–Észak-Írország | 1 : 0    |

#### Skandináv Bajnokság
Nordic Championships/Északi Kupa labdarúgó tornát Dánia kezdeményezésére az első világháború után, 1919-től a válogatott rendszeres játékhoz jutásának elősegítésére rendezték a Norvégia, Dánia, Svédország részvételével. 1929-től a Finnország is csatlakozott a résztvevőkhöz. 1983-ban befejeződött a sportverseny.
| Időpont              | Helyszín               | Mérkőzés típusa | Mérkőzés            | Eredmény |
| -------------------- | ---------------------- | --------------- | ------------------- | -------- |
| 1968. szeptember 15. | Központi Stadion, Oslo | csoportmérkőzés | Norvégia–Svédország | 1 : 1    |

#### Nemzeti kupamérkőzések
Vezetett kupadöntők száma: 2.

##### Vásárvárosok kupája
Az UEFA JB elismerve szakmai felkészültségét megbízta a döntő mérkőzés koordinálásával. A tornasorozat 5. döntőjének – az első skót – bírója.
| Időpont           | Helyszín                       | Mérkőzés típusa      | Mérkőzés                   | Eredmény | Nézők száma |
| ----------------- | ------------------------------ | -------------------- | -------------------------- | -------- | ----------- |
| 1961. március 27. | St Andrews Stadion, Birmingham | döntő első mérkőzése | Birmingham City FC–AS Roma | 2 : 2    | 21 000      |

##### Kupagyőztesek Európa-kupája
Magyar csapat 1964 után másodszor szerepelt KEK-döntőben.
| Időpont         | Helyszín                 | Mérkőzés típusa | Mérkőzés                    | Eredmény | Nézők száma |
| --------------- | ------------------------ | --------------- | --------------------------- | -------- | ----------- |
| 1975. május 14. | St. Jakob Stadion, Bázel | döntő           | FK Dinamo Kijiv–Ferencváros | 3 : 0    | 10 897      |

## Sikerei, díjai
Az 1962-es chilei világbajnokságon mutatott játékvezetői teljesítményének elismeréseként a FIFA jelen lévő vezetője, Stanley Rous (angol) Ezüst Síp elismerésben részesítette.